# Президенти-Сарней

Президенти-Сарней на карте штата.

Президенти-Сарней (порт. Presidente Sarney) — муниципалитет в Бразилии, входит в штат Мараньян. Составная часть мезорегиона Север штата Мараньян. Входит в экономико-статистический микрорегион Байшада-Мараньенси. Население составляет 17 165 человек на 2010 год. Занимает площадь 724,154 км². Плотность населения — 23,70 чел./км².

## Демография
Согласно сведениям, собранным в ходе переписи 2010 г. Национальным институтом географии и статистики (IBGE), население муниципалитета составляет:
| Полное население                               | Полное население                               | Полное население                               | Полное население                               | 17 165 |
| ---------------------------------------------- | ---------------------------------------------- | ---------------------------------------------- | ---------------------------------------------- | ------ |
| в том числе:                                   | Городское население                            | 4288                                           | Процент городского населения, %                | 24,98  |
|                                                | Сельское население                             | 12 877                                         | Процент сельского населения, %                 | 75,02  |
|                                                | Мужское население                              | 8893                                           | Процент мужского населения, %                  | 51,81  |
|                                                | Женское население                              | 8272                                           | Процент женского населения, %                  | 48,19  |
| Плотность населения, чел/км²                   | Плотность населения, чел/км²                   | Плотность населения, чел/км²                   | Плотность населения, чел/км²                   | 23,70  |
| Население муниципалитета в % к населению штата | Население муниципалитета в % к населению штата | Население муниципалитета в % к населению штата | Население муниципалитета в % к населению штата | 0,26   |

По данным оценки 2016 года, население муниципалитета составляет 18 420 жителей.

## История
Город основан 1 января 1997 года. 

## Статистика
- Валовой внутренний продукт на 2003 год составляет 18 284 043,00 реалов (данные: Бразильский институт географии и статистики).
- Валовой внутренний продукт на душу населения на 2003 год составляет 1280,93 реалов (данные: Бразильский институт географии и статистики).
- Индекс развития человеческого потенциала на 2000 год составляет 0,555 (данные: Программа развития ООН).